# The Hoodlum (1951)
The Hoodlum is een Amerikaanse film uit 1951 met in de hoofdrol Lawrence Tierney die later een cultstatus kreeg met zijn rol als Joe Cabot in Reservoir Dogs. De film bevindt zich momenteel in het publiek domein.

## Verhaal
Tierney speelt Vincent Lubeck een psychopathische crimineel die net uit de gevangenis komt. Zijn broer Joey (gespeeld door de echte broer van Tierney) besluit hem dan ook te helpen door hem een baantje te geven in zijn tankstation. Al snel begint Vincent zich te vervelen en begint hij een affaire met Joey's verloofde Rosa, waaruit een kind voorkomt. Vincent verbreekt dan het contact met haar en ze pleegt zelfmoord. Hij heeft ondertussen zijn oog laten vallen op bankmedewerkster Eileen en krijgt plannen om met wat andere ex-gevangennen de bank te beroven. Dit alles wordt Joey te veel en hij besluit om in te grijpen.

## Rolverdeling
| Acteur             | Personage        |
| ------------------ | ---------------- |
| Lawrence Tierney   | Vincent Lubeck   |
| Allene Roberts     | Rosa             |
| Marjorie Riordan   | Eileen           |
| Lisa Golm          | Mrs. Lubeck      |
| Edward Tierney     | Johnny Lubeck    |
| Stuart Randall     | Burdick          |
| Angela Stevens     | Christie Lang    |
| John De Simone     | Marty Connell    |
| Tom Hubbard        | Schmidt          |
| Eddie Foster       | Mickey Sessions  |
| O.Z. Whitehead     | Mr. Breckenridge |
| Richard Barron     | Eddie Bright     |
| Rudy Rama          | Harry Hill       |
| Raymond Bond       | oude man         |
| James Conaty       | W.D. Allen       |
| Bill Coontz        | bendeled         |
| Russell Custer     | politieman       |
| Rudy Germane       | Wachter          |
| William H. O'Brien |                  |
| Gene Roth          | Stevens          |